# Elitegroup Computer Systems
Elitegroup Computer Systems (ECS) – tajwańskie przedsiębiorstwo elektroniczne produkujące części komputerowe. Zostało założone w 1987 roku. Jest to jeden z największych producentów płyt głównych na świecie. Wiele produktów ECS używanych jest na zasadzie OEM przez firmy takie jak IBM czy Compaq.